# 461 v.Chr.
Het jaar 461 v.Chr. is een jaartal volgens de christelijke jaartelling.

## Gebeurtenissen

### Griekenland
- Athene sluit een bondgenootschap met Argos tegen Sparta.